# Veksø
Veksø je malé dánské město ležící mezi městy Ballerup a Ølstykke-Stenløse v Egedalu, asi 20 km severozápadně od Kodaně. Město se rozkládá na kopci, obklopené loukami a bažinami. Z železniční stanice Veksø jezdí S-Bahn směrem na Kodaň a Frederikssund. Ve městě se již od roku 1910 udržuje tradice masopustního průvodu s nazdobenými kočáry.

## Historie
V oblasti jižně od Veksø se nachází velké, mělké jezero, které se až do 18. století nazývalo Vigsø. Jméno Veksø také odkazovalo na hrad, který mohl patřit Skjalmu Hvidemu z významné dynastie Hvide. Panství později vlastnil Kristián I., který jej v roce 1450 daroval katedrále v Roskilde. Po reformaci bylo Veksø zabaveno korunou. Hrad byl pravděpodobně zničen během sporu hrabat nebo mohl jednoduše zchátrat poté, co ztratil svůj význam v okamžiku, kdy se Kodaň stala novým hlavním městem Dánska. V písemných pramenech se název Veksø (psané jako Viksyø) poprvé objevuje v roce 1370. V roce 1568 se obec skládala z devíti statků. V roce 1784 ji tvořilo 15 statků. První škola zde byla otevřena v roce 1730. V roce 1800 byla nahrazena novou školou.

### Archeologické nálezy
Pár bronzových rohatých přileb známých jako přilby z Veksø datované do mladší severské doby bronzové (tedy z doby asi 1100 až 900 př. n. l.) byly nalezeny při těžbě rašeliny v roce 1942 v bažině Brøns Mose ležící západně od Veksø. Kolem roku 1942 byla v bažině východně od Veksø nalezena malá bronzová soška "bohyně" datovaná přibližně do roku 500 př. n. l. Soška se stala známou jako Venuše z Veksø. V roce 1978 byla podobná bronzová soška nalezena v proudu řeky Værebro Å. Vešla ve známost jako Žena z Værebro a stejně jako předchozí soška se datuje do období kolem roku 500 př. n. l.
V okolí Veksø jsou tři chráněné mohyly. Skelhøj leží jihozápadně od města. V této mohyle byly v roce 1974 nalezeny úlomky keramiky datované do roku 2000 př. n. l. Do mohyly se pravděpodobně dostaly z nějaké osady ležící poblíž. Druhá mohyla, Hulhøj, leží na cestě do Stenløse. Třetí mohyla leží severně od města u vodárenské věže.

## Fotogalerie

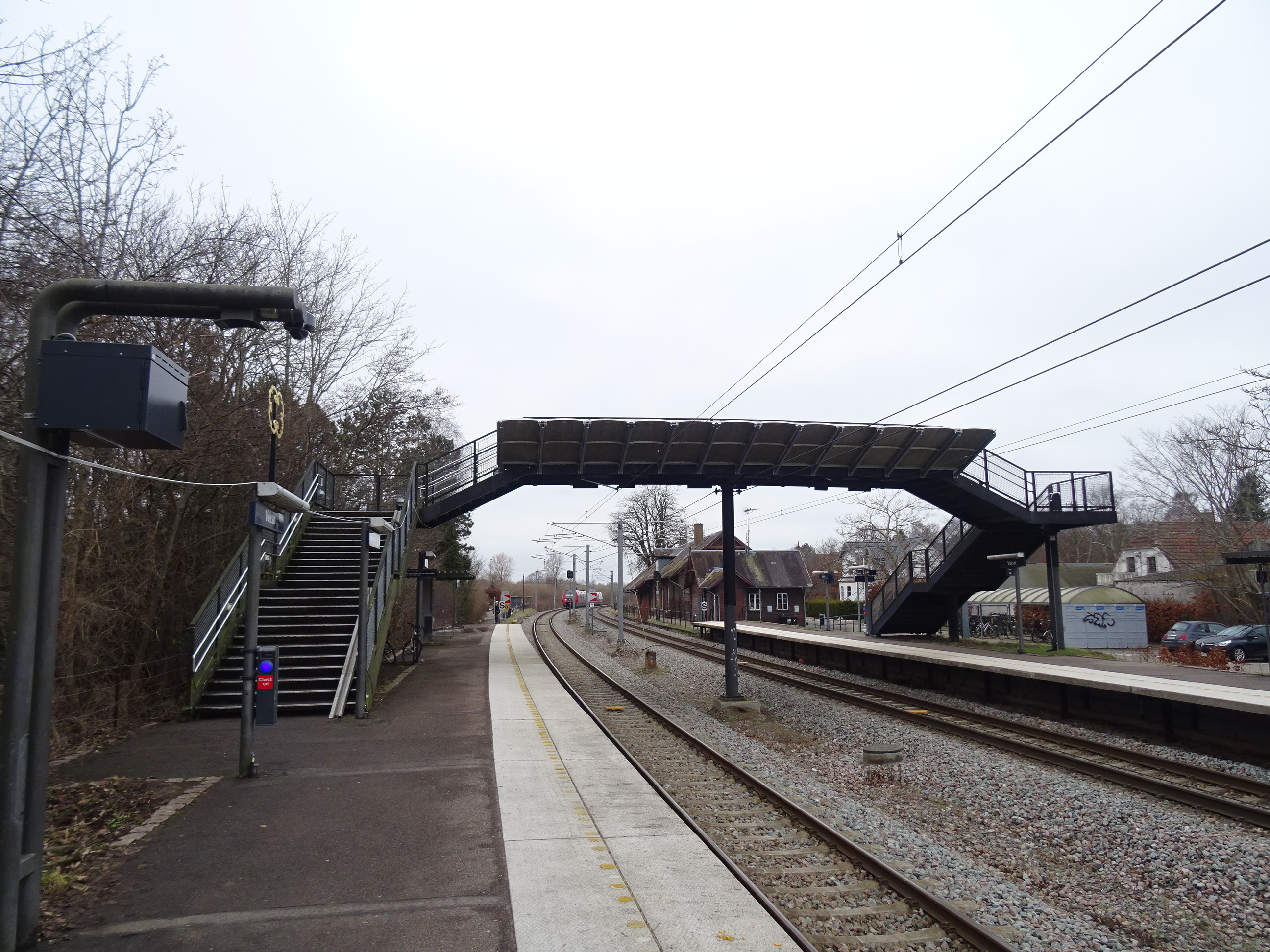
Železniční stanice Veksø
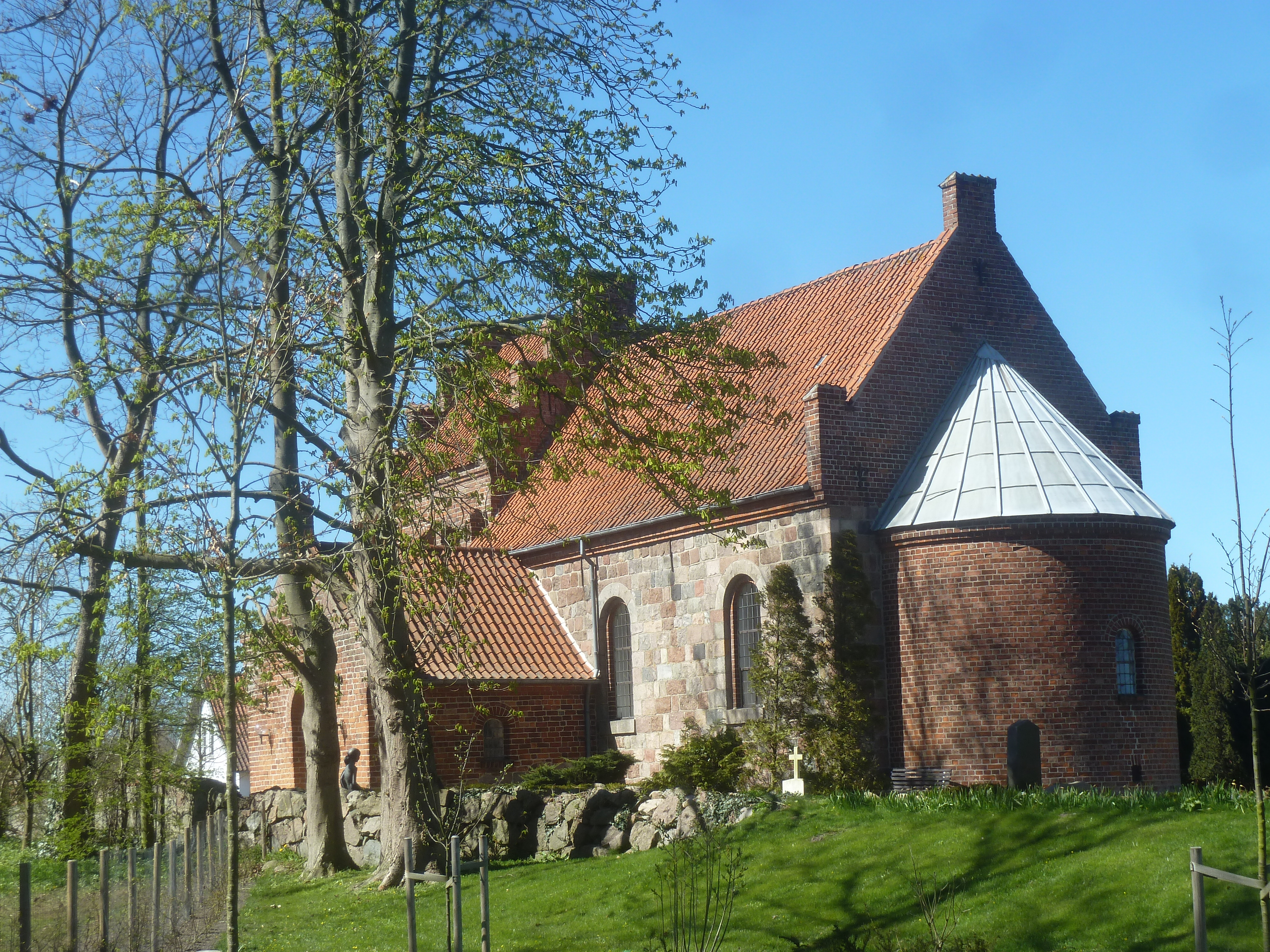
Kostel
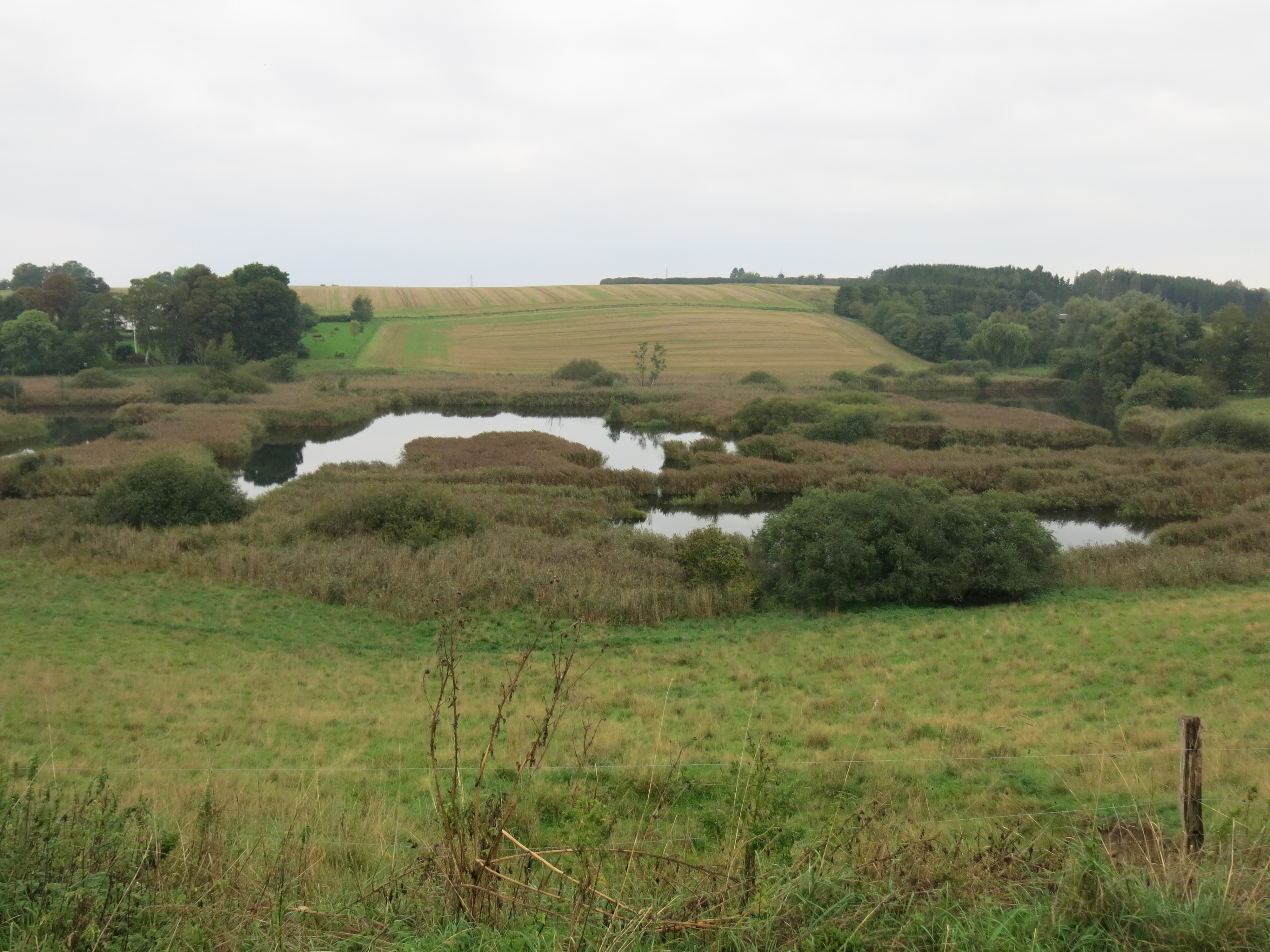
Brøns Mose